# 곽무천
곽무천(郭茂倩)은 송나라의 명시 선집 편집자였다.
곽무천에 대한 기록은 거의 전해지지 않아 그의 일생에 대해 자세히 알 수가 없다. ≪사고전서총목(四庫全書總目)≫에 의하면 “≪건염이래계년요록(建炎以來系年要錄)≫에서 곽무천은 시독학사 곽포의 손자며 곽원중의 아들이라 한다. 그의 관직 생활에 대해서는 알려지지 않았으며, 원래 혼주 수성[지금의 산둥성(山東省) 둥핑현(東平縣)] 사람이다(≪建炎以來系年要錄≫載茂倩爲侍讀學士郭褒之孫, 源中之子. 其仕履未詳, 本渾州須城人)”라고 기록되어 있다. 또 육심원(陸心源)의 ≪의고당속발(儀顧堂續跋)≫[호옥진(胡玉縉)의 ≪사고전서총목제요보정(四庫全書總目提要補正)≫ 인용]에는 “무천의 자는 덕찬이고, 동평 사람이며, 음률에 정통했고, 서예에 뛰어났다. 원풍 7년 하남의 법조참군이 되었다(茂倩字德粲, 東平人, 通音律, 善篆隸. 元豊七年河南法曹參軍)”라는 기록이 전할 뿐이다.

## 같이 보기
- 화목란
- 악부